# Аћим Стевовић
Аћим Стевовић (Котроман, 13. октобар 1866 — Београд, 1957) био је српски машински инжењер и професор Техничког факултета Универзитета у Београду. Први је пројектант српских хидроелектрана, које су представљале најсавременије техничке објекте те врсте и значајно су допринеле индустријском напретку и развоју техничке и инжењерске струке у Србији.
Пројектовао је хидроелектране „Под градом“ у Ужицу (1900), „Света Петка“ код Ниша (1908), „Турица“ у Ужицу (1929) и „Темац“ код Пирота (1940).

## Биографија
Рођен је у Котроману на (Мокрој Гори), од оце Стеве Керковића. Отац води порекло са Косова, а на Мокру Гору се доселио из Црне Горе, након што је једно време живео у Сјеници.
Основну школу је учио у Ужицу. Учитељ му је уписао презиме Стевовић, по оцу Стеви, уместо породичног Керковић и то је презиме носио до краја живота.
Шест разреда гимназије је завршио у Ужишкој гимназији, а последњи разред је завршио 1887. у Реалку у Београду. Три године је студирао на Великој школи у Београду. Као одличног студента четврте године Министарство грађевина га је 1891. упутило у Политехничку школу Карлсруе у Бадену, где је дипломирао 1894. године.
По повратку у Србију, каријеру је започео 1895. као подинжењер Дирекције српске државне железнице, на Одсеку за вучу. Увидевши његове потенцијале, Дирекција српске државне железнице га је послала на двогодишње стручно усавршавање у Немачкој. Јуна 1895. је почео да ради у фабрици Elsässische Maschinenbau-Gesellschaft у Графенштадену, а годину дана касније је прешао у на железницу Grossherzogliche Staatseinbahnen у Карлсруеу, где је положио испит за вођу локомотиве и радио у главној железничкој радионици. Након неколико месеци је као студент четири месеца био на пракси у фабрици Societe Alsacienne de Construction Mecanique у Белфору (Француска).
Након што је стекао велика практична знања у радионицама немачке државне железнице и радећи на фабричким електричним постројењима, вратио се у Србију и од септембра 1897. до краја 1905, као инжењер Српске државне железнице, је радио у „Железничкој радионици” за одржавање возова и поправљање вагона у Нишу. Тамо је напредовао у инжењерским звањима. Занимао се не само за своју струку, већ и за електрична постројења. Радећи као машински инжењер, али и као конструктор машинских алатки, стечено знање је искористио за осавремењавање радионице, уводећи новине у одржавању локомотива и механизацији рада. Први пут је увео клипне парне машине, у српској железници, посветио је пажњу смањењу потрошњу горива и увео превентивно одржавање локомотивских клипова. Показао се као изузетан пројектант. Пројектовао је и вршио надзор над изадом машине за чешљање седишта у вагонима. Радио је на поправци лежишта вагонских осовина. Модернизовао је машине у радионици за обраду дрвне грађе за вагоне. Пројектовао је дизалице за вагоне, ручни апарат за обраду рукаваца машинских осовина, направио је пројекат по коме је израђен апарат за обраду огледала разводника на парним цилиндрима локомтиве. Осмислио је начин поправке на заворњима и њиховим лежиштима у механизму крме на локомотивама.
Радећи у Железничкој радионици, самоиницијативно се укључио у пројекат подизања Хидроелектране на Ђетињи. Могући разлог је могао бити то што је, жељан афирмације, увидео прилику да се покаже у свом завичају, сазнавши да је професор Тодор Селесковић прећутно одбио сарадњу на пројектовању ужичке централе. Наиме, израда ситуационог плана клисуре реке Ђетиње је била поверена окружном инжењеру Живадину Димитријевићу, док је професор Ђорђе Станојевић преузео на себе израду предрачуна за трошкове опреме и варошке мреже у Ужицу. Стевовићев пројекат се показао успешнији од онога који је Станојевић наручио да се изради у Пешти. Димитријевић је након накнадног прорачуна предложио да се хидроелектрана изради по Стевовићевом пројекту. Станојевић је савладао личну сујету и одобрио пројекат млађег инжењера Стевовића, који није захтевао велике трошкове, а укључивао је брану од 3 метра, канал у дужини 775,9 метара, који је обезбеђивао пад од 11 метара, машинску зграду. Хидроелектрана је започела са радом на Илиндан 1900. године.
Пројектовао је брану, зграду хидроелектране и одводни канал за Хидроелектрану „Света Петка“, на левој обали Нишаве, на самом изласку из Сићевачке клисуре, у котлини насупрот манастиру Света Петка Иварица. Претпоставља се да је хидроелектрично постројење пројектовано по
плану испоручиоца опреме. Хидроелектрана је пуштена у рад 1908.
Пројектовао је још неколико хидроелектрана, који због догађаја пред Први светски рат нису реализовани.
Два пута је конкурисао за професора на Техничког факултета на Великој школи. Најпре 1901, за предмет механичка технологија, после смрти Тоше Селесковића. Након што је Велика школа у Београду прерасла у Универзитет, изабран је 1906. за вандредног професора Техничког факултета, на Одсеку за машинске инжењере, где је предавао предмете енциклопедија машинства, грађевинске машине и машине алатљике, што се сматра почетком универзитетског образовања у области производног машинства.
Наредне године, када је осниван Технички инспекторат при Министарству народне привреде, постављен је за првог инспектора.
За време Првог светског рата боравио је у Француској, као избеглица и тих година радио у фабрици „Рено“.
За редовног професора на матичном факултету изабран је 1920. и у истом звању остао до одласка у пензију 1937. године.
Године 1932. је постављен за шефа новоосноване Катедре за парне машине и моторе са унутрашњим сагоревањем Машинско-електротехничког одсека Техничког факултета.
Током тридесет година је био председник Комисије за руковаоце парним машинама, као и мајсторе машинства свих области.
Аутор је неколико патената и радова објављених у стручним часописима.
Имао је важну улогу у увођењу алатних машина у високошколско образовање у Београду.
Одликован је Орденом Светог Саве III степена.
Био је ожењен Вукосавом–Вуком Милетић.
Умро је 1957. у Београду.